# Nandax
Nandax és un municipi francès situat al departament del Loira i a la regió d'Alvèrnia-Roine-Alps. L'any 2007 tenia 489 habitants.

## Demografia

### Població
El 2007 la població de fet de Nandax era de 489 persones. Hi havia 143 famílies de les quals 28 eren unipersonals (16 homes vivint sols i 12 dones vivint soles), 29 parelles sense fills, 78 parelles amb fills i 8 famílies monoparentals amb fills.
La població ha evolucionat segons el següent gràfic:
Habitants censats

### Habitatges
El 2007 hi havia 158 habitatges, 147 eren l'habitatge principal de la família, 7 eren segones residències i 3 estaven desocupats. 141 eren cases i 9 eren apartaments. Dels 147 habitatges principals, 110 estaven ocupats pels seus propietaris, 28 estaven llogats i ocupats pels llogaters i 10 estaven cedits a títol gratuït; 5 tenien una cambra, 4 en tenien dues, 13 en tenien tres, 40 en tenien quatre i 85 en tenien cinc o més. 109 habitatges disposaven pel capbaix d'una plaça de pàrquing. A 55 habitatges hi havia un automòbil i a 85 n'hi havia dos o més.

### Piràmide de població
La piràmide de població per edats i sexe el 2009 era:
| Homes | Edats   | Dones |
| ----- | ------- | ----- |
| 0     | 95 o +  | 0     |
| 0     | 90 a 94 | 0     |
| 4     | 85 a 89 | 4     |
| 0     | 80 a 84 | 0     |
| 12    | 75 a 79 | 4     |
| 0     | 70 a 74 | 8     |
| 0     | 65 a 69 | 4     |
| 20    | 60 a 64 | 20    |
| 0     | 55 a 59 | 4     |
| 4     | 50 a 54 | 0     |
| 20    | 45 a 49 | 16    |
| 16    | 40 a 44 | 16    |
| 20    | 35 a 39 | 8     |
| 12    | 30 a 34 | 20    |
| 8     | 25 a 29 | 8     |
| 0     | 20 a 24 | 4     |
| 8     | 15 a 19 | 20    |
| 8     | 10 a 14 | 12    |
| 16    | 5 a 9   | 20    |
| 16    | 0 a 4   | 24    |

## Economia
El 2007 la població en edat de treballar era de 324 persones, 207 eren actives i 117 eren inactives. De les 207 persones actives 189 estaven ocupades (101 homes i 88 dones) i 18 estaven aturades (7 homes i 11 dones). De les 117 persones inactives 15 estaven jubilades, 97 estaven estudiant i 5 estaven classificades com a «altres inactius».

### Ingressos
El 2009 a Nandax hi havia 158 unitats fiscals que integraven 455 persones, la mediana anual d'ingressos fiscals per persona era de 17.728 €.

### Activitats econòmiques
Dels 16 establiments que hi havia el 2007, 2 eren d'empreses alimentàries, 1 d'una empresa de fabricació d'altres productes industrials, 4 d'empreses de construcció, 2 d'empreses de comerç i reparació d'automòbils, 2 d'empreses d'hostatgeria i restauració, 3 d'empreses immobiliàries, 1 d'una empresa de serveis i 1 d'una empresa classificada com a «altres activitats de serveis».
Dels 4 establiments de servei als particulars que hi havia el 2009, 1 era un paleta, 1 guixaire pintor, 1 fusteria i 1 lampisteria.
L'únic establiment comercial que hi havia el 2009 era una botiga de menys de 120 m².
L'any 2000 a Nandax hi havia 14 explotacions agrícoles que ocupaven un total de 690 hectàrees.

## Equipaments sanitaris i escolars
El 2009 hi havia una escola elemental.

## Poblacions més properes
El següent diagrama mostra les poblacions més properes.